# ソル・ピッコロ
ソル・ピッコロ（Sol Piccolo、女性、1996年9月11日 - ）は、アルゼンチンのバレーボール選手。ポジションはアウトサイドヒッター。アルゼンチン代表。

## 来歴
ブエノスアイレス出身。2010年にSelección Menorへ入団しバレーボール選手としてのキャリアをスタートさせる。2014年にアルゼンチン代表に初選出されると同年9月に開催された世界選手権に出場した。その後は中心選手として活躍をみせ、ワールドカップでは2大会連続出場し、2019年の南米選手権ではベストオポジット賞を受賞した。

## 球歴
- 世界選手権 - 2014年
- ワールドカップ - 2015年、2019年

## 受賞歴
- 2019年　南米選手権　ベストオポジット賞

## 所属クラブ
- Selección Menor（2010-2012年）
- Vélez Sarsfield（2012-2014年）
- Gimnasia y Esgrima La Plata（2014-2015年）
- Béziers Volley（2015-2016年）
- Vélez Sarsfield（2016-2019年）
- Levallois Sporting Club（2019-2020年）
- Rennes EC（2020-2023年）
- Sens Volley 89（2023-）